# Willi Rosenstein
Willi Rosenstein (ur. 28 stycznia 1892 w Stuttgarcie, zm. 23 maja 1949 w Rustenburgu) – niemiecki as myśliwski, żydowskiego pochodzenia, z czasów I wojny światowej z 9 potwierdzonymi zwycięstwami powietrznymi.

## Życiorys
Uzyskał licencję pilota w dniu 14 marca 1912 roku o numerze 170. Został instruktorem pilotażu na lotnisku Johannisthal.
Po wybuchu I wojny światowej jako ochotnik zgłosił się do Armii Cesarstwa Niemieckiego, gdzie został przydzielony do 95 Pułku Piechoty. Jednak z powodu jego doświadczenia już 24 sierpnia 1914 roku został przeniesiony do Die Fliegertruppen des deutschen Kaiserreiches i skierowany do FEA 5 w Gocie. W jednostce został promowany dwukrotnie. Najpierw na stopień podoficera, a następnie 24 listopada 1914 roku na Vizefeldwebla. 6 marca 1915 roku Willi Rosenstein został przeniesiony do FFA 19, należącego wówczas do Flieger Bataillon Nr. 2 w Poznaniu.

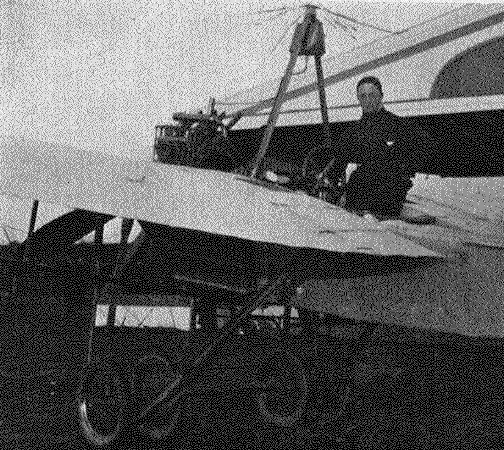
Willi Rosenstein w samolocie, 30 kwietnia 1913

6 marca 1915 roku został przeniesiony do FA 19. 29 sierpnia 1915 roku został odznaczony Krzyżem Żelaznym II klasy. 17 lutego 1916 roku został mianowany podporucznikiem. 28 kwietnia 1916 roku, po wykonaniu 180 lotów bojowych, został ranny w okolicach Verdun, wówczas to został odznaczony Krzyżem Żelaznym I klasy. Do służby powrócił w połowie lutego 1917 roku. Został przydzielony do AOK 3, która 1 czerwca 1916 roku przekształciła się w Jagdstaffel 9. 15 lutego 1917 roku Willi Rosenstein został przydzielony do Jagdstaffel 27, gdzie latał jako skrzydłowy Hermanna Göringa. W jednostce odniósł swoje pierwsze dwa zwycięstwa: 21 września w okolicach Zonnebeke zestrzelił samolot DH4, a 26 września samolot Sopwith Camel z No. 70 Squadron RAF.
Z Jasta 27 został skierowany do szkoły obserwatorów lotniczych, po której ukończeniu, w styczniu 1918 roku, został przydzielony do Kest 1a. 4 kwietnia 1918 roku został przeniesiony do Kest 1b, gdzie 26 czerwca odniósł swoje trzecie zwycięstwo powietrzne. 2 lipca 1918 roku został przydzielony do dowodzonej przez porucznika Helmutha Diltheya Jagdstaffel 40. W jednostce, w której odniósł sześć zwycięstw powietrznych, pozostał do końca wojny.
Po zakończeniu wojny Willy Rosenstein został pilotem szybowcowym. Po dojściu do władzy nazistów wyemigrował do Związku Południowej Afryki, gdzie zginął w wypadku lotniczym 23 maja 1949 roku w Rustenburgu.